# نویل پیج
نویل پیج (انگلیسی: Neville Page؛ زادهٔ ۱۹۶۴/۱۹۶۵ (۵۹–۶۰ سال)) چهره‌پرداز، و طراح صحنه و لباس اهل بریتانیا است.
از فیلم‌ها که وی در آن نقش داشته‌است می‌توان به پیشتازان فضا ، ترون: میراث، آواتار و کلاورفیلد اشاره کرد.